# Přemysl Hauser
Přemysl Hauser (16. dubna 1921 Oslavany u Brna – 10. března 2011 Brno) byl český jazykovědec, přední představitel didaktiky českého jazyka, profesor Masarykovy univerzity v Brně. Prof. Hauser zdůrazňoval nezastupitelnou úlohu učitelů českého jazyka a nutnost dbát na kultivované vyjadřování ve všech sférách veřejné komunikace, odmítal jakékoli podceňování znalostí českého jazyka. Byl skaut a také i vedoucí skautů.

## Dílo
- Tvoření podstatných jmen v době národního obrození, Brno 1978
- Nauka o slovní zásobě, Praha 1980
- Odvozování podstatných jmen. In: Mluvnice češtiny 1, Praha 1986
- Základní mluvnice českého jazyka, Praha 2004, spolu s V. Styblíkem, M. Čechovou a E. Hošnovou

## Ocenění
- Pamětní medaile Karlovy univerzity, 1998
- Medaile MŠMT ČR II. stupně, 2001